# Jahreshitparade (DDR)
Die Jahreshitparade ist eine Zusammenfassung von vier Wertungssendungen für Rock- und Popmusik in der DDR. Sie umfasst die Jahre 1975 bis 1990.
Die zugrunde gelegten Sendungen für die Jahreshitparade waren:
- Beatkiste (Ausstrahlungsbeginn 1970 als Franks Diskothek, Stimme der DDR, letzte Sendung am 29. März 1990)
- Tip-Parade (Ausstrahlungsbeginn 1971 bei Radio DDR I)
- DT Metronom (Ausstrahlungsbeginn Januar 1972 im Berliner Rundfunk, wurde 1986 vom Jugendradio DT 64 übernommen)
- Tip-Disko (Ausstrahlungsbeginn 1976, Stimme der DDR)

## Liste der Nummer-eins-Hits ab 1975
- 1975: Veronika Fischer – In jener Nacht

- 1976: Puhdys – Lebenszeit

- 1977: Puhdys – Erinnerung

- 1978: Karat – König der Welt

- 1979: Puhdys – Doch die Gitter schweigen

- 1980: Lift – Am Abend mancher Tage

- 1981: Puhdys – He, John

- 1982: Puhdys – Der Außenseiter

- 1983: Berluc – No Bomb

- 1984: Puhdys – Rockerrente

- 1985: Perl – Zeit, die nie vergeht

- 1986: Stern Meißen – Nicht allein

- 1987: City – Casablanca

- 1988: Rockhaus – I.L.D.

- 1989: Rockhaus – Mich zu lieben

- 1990: Rockhaus – Wohin?